# جوزيه دورانونا
جوزيه دورانونا (بالإسبانية: José Durañona)‏ (مواليد 29 مارس 1923) هو سبّاح أرجنتيني، مثّل بلاده في الألعاب الأولمبية الصيفية 1948.

## روابط خارجية
جوزيه دورانونا على موقع الاتحاد الدولي للسباحة (الإنجليزية)
- جوزيه دورانونا على موقع أوليمبيديا (الإنجليزية)